# Episodi di Narcos: Messico (terza stagione)
La terza stagione della serie televisiva Narcos: Messico, composta da 10 episodi, è stata interamente distribuita su Netflix il 5 novembre 2021.
| nº | Titolo originale    | Titolo italiano            | Pubblicazione   |
| -- | ------------------- | -------------------------- | --------------- |
| 1  | 12 Steps            | 12 passi                   | 5 novembre 2021 |
| 2  | Como La Flor        | Como La Flor               | 5 novembre 2021 |
| 3  | Los Juniors         | Los Juniors                | 5 novembre 2021 |
| 4  | GDL                 | GDL                        | 5 novembre 2021 |
| 5  | Boots on the Ground | Agente sul posto           | 5 novembre 2021 |
| 6  | La Jefa             | La jefa                    | 5 novembre 2021 |
| 7  | La Voz              | La voce                    | 5 novembre 2021 |
| 8  | Last Dance          | L'ultimo ballo             | 5 novembre 2021 |
| 9  | The Reckoning       | La resa dei conti          | 5 novembre 2021 |
| 10 | Life in Wartime     | La vita in tempo di guerra | 5 novembre 2021 |

## 12 passi
- Titolo originale: 12 Steps
- Diretto da: Andrés Baiz
- Scritto da: Carlo Bernard[3]

### Trama
Siamo nel 1992 e Walt lavora sotto copertura a El Paso, infiltrandosi negli Alcolisti Anonimi e conquistando la fiducia del suo "sponsor", che è un corriere della droga.
Amado viene catturato dall'esercito messicano quando l'aereo con cui contrabbanda la cocaina ha un’avaria nel deserto; viene però rilasciato dopo appena tre mesi di carcere.
Victor, un poliziotto corrotto di Ciudad Juarez, cerca una ragazza quattordicenne scomparsa, su incarico della madre che lo paga per la sua ricerca.

## Como La Flor
- Titolo originale: Como La Flor
- Diretto da: Andrés Baiz
- Scritto da: Clayton Trussell[3]

### Trama
La giornalista di Tijuana Andrea si occupa del matrimonio tra Enedina Arellano e Claudio, un famoso avvocato tributarista, poiché sospetta della corruzione messicana. Il ricevimento serve a fare incontrare i vari contrabbandieri e la tensione tra di loro si traduce in atti di violenza.
Andrea si interessa agli ospiti adolescenti, in particolare al figlio di un giudice amico di Ramon. Walt, a seguito dell'ennesima delusione lavorativa (il suo lavoro sotto copertura presso gli  Alcolisti Anonimi si conclude in un totale fallimento), prende in considerazione l'idea di trasferirsi a Chicago con la compagna, che ha appena avuto un'offerta da un'importante università.
Amado si rivela essere sempre un passo avanti rispetto agli altri.

## Los Juniors
- Titolo originale: Los Juniors
- Diretto da: Wagner Moura
- Scritto da: Maggie Cohn[3]

### Trama
Gli Arellano lavorano per tagliare  fuori gli uomini di Sinaloa dal traffico di droga, imponendo alte "tasse" e negando loro l'accesso al confine statunitense.  Andrea continua a indagare sui cosiddetti "narcojunior" (ragazzi ricchi delle scuole private che giocano a fare i gangster ed eseguono gli ordini degli Arellano, arrivando a connettere omicidi) e dicendo al suo direttore al giornale "La Voz" che secondo lei i soldi della droga stanno finanziando lo sviluppo della città di Tijuana.
Amado lavora per trasformare il suo cartello in un "sistema a micro-cellule" e chiede a Cali un po' di tempo per far funzionare il nuovo sistema. Walt chiede a Victor, l'agente di polizia di Ciudad Juárez, di lavorare come informatore; Victor inizialmente rifiuta ma poi inizia a riconsiderare la sua decisione quando trova diverse ragazze morte mentre fa le sue abituali ronde. Chapo guida i Sinaloani in un assalto agli Arellano durante la festa per il quarantesimo compleanno di Benjamin; Claudio viene colpito a morte, mentre Ramon e Benjamin scappano a stento.

## GDL
- Titolo originale: GDL
- Diretto da: Wagner Moura
- Scritto da: Wesley Taylor[3]

### Trama
El Chapo ignora il consiglio di tutti di "volare basso" e aspettare fino a quando una grande catastrofe attirerà l'attenzione dell'organizzazione Arellano Felix (Cartello di Tijuana) e pianifica di volare a Juarez per trovare Amado.
Ramon, fratello minore di Benjamin Arellano Felix, va in missione per uccidere El Chapo. Il 24 Maggio 1993 avviene l'attentato che però si trasforma in un massiccio scontro a fuoco e in un bagno di sangue all'aeroporto di Guadalajara, in cui viene ucciso anche il cardinale Juan Jesús Posadas Ocampo che guida la chiesa cattolica romana in Messico.
Nel frattempo Amado sta facendo le sue mosse per diventare il più potente narcotrafficante: trascorre del tempo a Cuba lavorando a un accordo con Cali, divenuto dominante nella produzione di cocaina da quando Pablo Escobar è stato ucciso dalle forze speciali colombiane.  L'organizzazione migliorata di Amado che utilizza tecnologie come i cercapersone wireless per fornire istruzioni resiste alle indagini americane. Amado contatta anche Hank per costruire una partnership per spostare la cocaina e riciclare denaro.
Andrea continua a portare avanti le sue indagini e collega Hank al riciclaggio di denaro effettuato attraverso un casinò a Tijuana, per conto dell'omonimo Cartello.
Victor pensa che la ragazza che sta cercando potrebbe essere stata uccisa da un serial killer che prende di mira giovani donne.

## Agente sul posto
- Titolo originale: Boots on the Ground
- Diretto da: Alejandra Márquez Abella
- Scritto da: Iturri Sosa[3]

### Trama
La morte del cardinale Juan Jesús Posadas Ocampo sconvolge il Messico; il paese si prepara al NAFTA e ciò spinge la politica alla formazione di una task force dell'esercito messicano. A guidarla sarà il generale  Rebollo, noto per aver dato alle fiamme milioni in contanti e droga. Walt delude la compagna Dina chiedendo un trasferimento per andare in Messico per alcuni mesi ed entrare a far parte della task force.
La task force arriva vicina alla cattura di Benjamin Arellano Felix, ma viene ostacolata da un violento salvataggio guidato da Ramon. Benjamin decide di fuggire da Tijuana e lascia Enedina al comando.
Victor inizia a indagare su una fabbrica di ricambi per auto per cercare indizi sul serial killer che rapisce e uccide le ragazze.
El Chapo è arrestato da agenti di pattuglia di frontiera guatemalteca che egli ha corrotto: il governo messicano ha messo su di lui una taglia di 15 milioni di pesos che convincono gli agenti a tradire il narcotrafficante.

## La jefa
- Titolo originale: La Jefa
- Diretto da: Alejandra Márquez Abella
- Scritto da: Alec Ziff e Isaac Gomez[3]

### Trama
Victor trova finalmente il corpo della ragazza che sta cercando. Il medico legale non è in grado di aiutare Victor con un'indagine, dato che la polizia messicana è povera di strumenti di indagine, quindi Victor chiama la DEA nel tentativo di scambiare informazioni in cambio di un possibile test del DNA per le tracce lasciate dal serial killer.
Il Messico è sconvolto da un nuovo omicidio: la vittima è Luis Donaldo Colosio, assassinato a colpi di pistola nel pomeriggio del 23 Marzo 1994 durante un comizio. Colosio era il candidato presidente del PRI e come tale (essendo all'epoca di fatto il Messico un sistema monopartitico) sicuramente sarebbe stato eletto. L'omicidio è probabilmente dovuto al fatto che Colosio, a sorpresa, dopo l'ufficialità della sua candidatura, aveva pubblicamente affermato di voler lottare contro la corruzione. 
Un narcojunior viene catturato sulla via del ritorno in Messico con 14.000 dollari in contanti e una pistola 9 mm nel vano portaoggetti. Walt interroga il narcojunior per individuare Francisco Arellano Felix. Riesce così ad arrestarlo mentre Ramon scampa a stento a uno scontro a fuoco.
Il narcojunior si rende conto di essere stato manipolato, mentre Ramon lo sfrutta per attaccare la task force dell'esercito con un’imboscata.
Il cartello di Cali deve chiudere i battenti a causa della pressione dell'esercito e Amado si assicura una nuova fornitura di cocaina dal Cartello di Norte del Valle.
Enedina è il nuovo boss del Cartello di Tijuana e si scaglia contro Mayo (bruciando le sue barche), il Cartello di Sinaloa (uccidendo Azul) e tenta di uccidere Amado.

## La voce
- Titolo originale: La Voz
- Diretto da: Luis Ortega
- Scritto da: Clayton Trussell e Maggie Cohn

### Trama
Un camioncino per la distribuzione del giornale "La Voz" viene attaccata da una bomba e Andrea è oggetto di intimidazioni in seguito alla sua segnalazione sugli assassini di Colosio.
Victor, diventato un informatore della DEA di El Paso al fine di ottenere il test del DNA sul serial killer delle ragazze, mette in pericolo la sua vita e sfortunatamente ha risultati inconcludenti. Decide di indagare nella zona industriale e iniziare a fare domande ad altre donne che lavorano in fabbrica.
Mayo ed El Chapo formano un'alleanza contro il cartello di Tijuana con Amado che fornisce supporto finanziario alla causa. La task force dell'esercito messicano cattura il narcojunior e inizia un interrogatorio con metodi poco ortodossi per ottenere da lui le informazioni che desiderano.
Il Cartello di Tijuana sta iniziando a sentire la pressione del contraccolpo delle proprie azioni. Hank blocca i conti di Amado per costringerlo a smettere di sostenere lo spargimento di sangue, che sta creando problemi agli affari del PRI.
Intanto Andrea e i suoi colleghi indagano su una serie di documenti del PRI ottenuti attraverso una talpa.

## L'ultimo ballo
- Titolo originale: Last Dance
- Diretto da: Luis Ortega
- Scritto da: Carlo Bernard e Clayton Trussell

### Trama
L'economia messicana collassa mentre le attività commerciali basate sul dollaro statunitense si ritrovano improvvisamente a valere il doppio.
Torturare Alex non serve, quindi Walt cambia tattica e inizia a costruire un rapporto con lui in modo da ottenere informazioni su suo fratello ma è troppo tardi visto che il cartello di Tijuana decide di volersi sbarazzare di loro. 
Andrea passa al setaccio i documenti finanziari legati a Hank e al PRI che le sono stati passati da un assistente del candidato presidenziale assassinato. 
El Chapo diventa il capo effettivo del cartello di Sinaloa. Mentre sconta la pena in carcere, i suoi scagnozzi in giro con Mayo usano la violenza per colpire gli affiliati del cartello di Tijuana. 
Victor perde il lavoro come poliziotto e comincia a lavorare come buttafuori mentre continua a seguire la sua ossessione con l'assassino seriale che attacca le ragazze. 
Amado fa progetti per il futuro per abbandonare il traffico dei narcotici.

## La resa dei conti
- Titolo originale: The Reckoning
- Diretto da: Amat Escalante
- Scritto da: Carlo Bernard e Clayton Trussell

### Trama
La violenza tra Sinaloa (guidati da Mayo nelle strade e da El Chapo dentro la prigione) e Tijuana si intensifica. 
Palma viene catturato dalla polizia e imprigionato con El Chapo e Neto, dove minaccia la leadership di El Chapo. 
Andrea scopre un collegamento sorprendente tra un'ex reginetta di bellezza che inoltra i pagamenti di Amado al generale Rebollo, incaricato di condurre la guerra messicana alla droga. 
Walt fa pressione su Alex affinché riveda le intercettazioni telefoniche che rivelano la malattia di Ruth, la figlia di Benjamin Arellano Felix, permettendo così alla squadra di fare irruzione nella sua casa. Non trovandolo durante l'incursione al suo posto viene trattenuta la sua famiglia.
Hank minaccia Amado e invia dei contabili nel suo ufficio, dove Amado li uccide e inizia la sua strategia di fuga.

## La vita in tempo di guerra
- Titolo originale: Life in Wartime
- Diretto da: Amat Escalante
- Scritto da: Carlo Bernard

### Trama
Le autorità messicane e statunitensi cercano senza sosta Amado che si ritrova con i suoi uomini ad ingaggiare uno scontro a fuoco con l'esercito all'aeroporto, riuscendo a fuggire all'ultimo momento. 
In prigione El Chapo comincia a fare i suoi primi passi per dimostrare di essere il capo
Victor Tapia cattura e uccide la persona che crede stia abusando e massacrando le ragazze, solo per scoprire che la situazione è peggiore di quanto pensasse visto che l'assassino potrebbe essere più di una persona.
Alex viene ucciso dagli Arellano subito dopo essere fuggito dalla custodia di Walt. 
L'amico di Tapia, Rogelio, lo uccide dopo aver scoperto che era lui la talpa. 
Enedina invia Ramón per uccidere Mayo che però lo precede e lo farà uccidere dai suoi uomini.
Amado muore apparentemente in un ospedale messicano mentre si sottopone a un intervento di chirurgia plastica per cambiare l'aspetto, in seguito coloro che hanno eseguito l'intervento verranno trovati morti.
In Cile, l'amata di Amado si trova da sola a bere un calice di vino mentre su un pianoforte è visibile un secondo calice e l'aereoplanino giocattolo di Amado, lasciando intendere che forse ha finto la sua morte.